# Neotrichia tuxtla
Neotrichia tuxtla är en nattsländeart som beskrevs av Bueno-soria 1999. Neotrichia tuxtla ingår i släktet Neotrichia och familjen smånattsländor. Inga underarter finns listade i Catalogue of Life.